# Thétis
Il Thétis è stato un sommergibile appartenente alla Marine nationale, terza unità della classe classe Circé. Conobbe un servizio regolare fino all'estate 1940, quando ebbe ordine di rimanere fermo a Tolone in conseguenza della disfatta francese. Fu autoaffondato il 27 novembre 1942 a Tolone per non cadere in mano agli italotedeschi.